# 충신 노숙 정려
충신 노숙 정려(忠臣 盧璛 旌閭)는 대한민국 충청남도 공주시 우성면에 있다. 1997년 6월 5일 공주시의 향토문화유적(유형) 제24호로 지정되었다.

## 개요
구체적인 명정 과정이나 중심 인물들에 대한 기록이 남아 있지 않아 정확하게 알 수는 없으나, 1869년(고종 6)에 명정을 받아 정려를 건립하였다. 1976년에 정려의 보수와 단청이 이루어졌으며, 정려의 정면 오른쪽에는 고종 때 건립된 것으로 추정되는 노숙 신도비가 있는데, 비를 다시 세우면서 노숙의 묘소 앞에 매안하였다.
정면 1칸, 측면 1칸의 겹처마로 초익공 양식에 팔작지붕이다. 정려 내부에는 '충신정헌대부지중추부사겸오위도총부도총관노숙지려(忠臣正憲大夫知中樞府事兼五衛都摠府都摠管盧璛之閭)'라는 명정 현판이 걸려 있다.

## 참고 문헌
- 충신 노숙 정려 - 공주시 문화관광